# Especies gemelas
Las especies gemelas o especies crípticas son aquellas especies que son extremadamente similares en apariencia (morfología, fisiología y comportamiento) pero se hallan reproductivamente aisladas entre sí. Se considera que las especies gemelas son el resultado de un proceso reciente de diferenciación. Dicho de otro modo, son productos relativamente recientes del proceso de especiación.
El término especies gemelas («sibling species» en inglés) fue introducido a la literatura científica inglesa por Ernst Mayr en 1942 traduciéndolo de las palabras francesas «espèces jumelles» o del alemán «Geschwisterarten».
En todos los grupos de organismos estudiados existen casos de especies gemelas, como en artrópodos,  mamíferos, peces, organismos unicelulares como el Paramecium, y cnidarios de los arrecifes de coral,
El estudio de las especies gemelas ha provisto importantes avances a la biología evolutiva, particularmente para comprender el proceso de especiación. El primer par de especies gemelas fue descrito en 1768 por Gilbert White (1720-1793) en el género de aves Phylloscopus.